# Blue Grass Township (Iowa)
Pour les articles homonymes, voir Blue grass.
Blue Grass Township est un township du comté de Scott en Iowa, aux États-Unis,.

## Source de la traduction
- (en) Cet article est partiellement ou en totalité issu de l’article de Wikipédia en anglais intitulé « Blue Grass Township, Scott County, Iowa » (voir la liste des auteurs).